# آنگاسیاک
آنگاسیاک (انگلیسی: Angasyak) یک شهرک در شهرستان دیورتیورلینسکی در استان باشقیرستان کشور روسیه است.